# David Ho
David Da-i Ho (何大一T; Taichung, 3 novembre 1952) è un medico taiwanese naturalizzato statunitense, noto per essere stato il primo a utilizzare gli inibitori della proteasi nel trattamento su pazienti affetti dall'HIV.

## Biografia
David Ho nasce a Taichung da Paul, ingegnere, e Sonia Ho, della provincia di Jiangxi ma emigrata a Taiwan dalla Cina continentale nel 1949. Dopo aver frequentato il primo anno di scuola media alla Taichung Municipal Guang-Fu Elementary School, all'età di 12 anni approdò negli Stati Uniti insieme alla madre e al fratello per ricongiungersi con il padre, che era negli Stati Uniti già dal 1957. Dopo un'adolescenza trascorsa a Los Angeles, dove si diplomerà in seguito, nel 1974 consegue la laurea in fisica con il massimo dei voti presso il California Institute of Technology e il dottorato in medicina presso la facoltà di scienze e tecnologia della salute dell'Università di Harvard nel 1978. In seguito inizia a formarsi in medicina interna e malattie infettive presso la UCLA School of Medicine prima e il Massachusetts General Hospital poi. Ha anche lavorato al Cedars-Sinai Medical Center, dove entrò in contatto con i primi casi segnalati di quello che fu successivamente definito come AIDS.
Ho è stato in prima linea nella ricerca sull'AIDS per tre decenni e ha pubblicato oltre 400 articoli al riguardo. Ha sostenuto inoltre la terapia antiretrovirale combinata che era stata precedentemente sviluppata dall'Istituto nazionale per le allergie e le malattie infettive (altrimenti noto come NIAID) e dalla Merck KGaA. Il suo team di ricerca ha dunque iniziato a lavorare allo sviluppo di vaccini per tale malattia, dirigendo così un consorzio di organizzazioni in Cina e Stati Uniti al fine di affrontare la diffusione dell'AIDS nel continente asiatico.
A partire dal 2020 fa parte di un team, capitanato dal magnate Jack Ma, impegnato nella ricerca di un vaccino contro il  COVID-19.
Il laboratorio è stato impegnato nella ricerca sull'HIV dall'inizio della pandemia di AIDS, concentrandosi inizialmente sulla virologia clinica e su argomenti selezionati nella patogenesi dell'HIV. A metà degli anni '90, il laboratorio ha condotto una serie di studi sull'uomo per chiarire la dinamica della replicazione dell'HIV in vivo. Questi studi hanno costituito la base per uno sforzo pionieristico per trattare l'HIV "precoce e duro" e hanno dimostrato per la prima volta il controllo duraturo della replicazione dell'HIV nei pazienti che ricevono una terapia antiretrovirale combinata. Questa è stata la svolta nella pandemia di AIDS, trasformando una condanna a morte automatica in una malattia gestibile.
Nell'ultimo decennio e mezzo, il laboratorio ha spostato la sua attenzione alla ricerca sullo sviluppo di strategie per prevenire la trasmissione dell'HIV. Un vaccino protettivo contro l'HIV rimane inafferrabile nonostante gli sforzi concertati di ricerca. Tuttavia, gli approcci non vaccinale per bloccare la trasmissione dell'HIV hanno mostrato notevoli promesse. Il laboratorio è stato il primo a dimostrare l'efficacia protettiva di un farmaco antiretrovirale ad azione prolungata come profilassi pre-esposizione nei macachi rhesus. Uno di questi agenti, cabotegravir, è stato avanzato negli studi di efficacia phase-3 in popolazioni ad alto rischio, in collaborazione con GlaxoSmithKline. Parallelamente, il laboratorio ha anche progettato potenti anticorpi che neutralizzano i ceppi divergenti di HIV. L'agente neutralizzante più promettente è un anticorpo monoclonale bispecifico entrato in uno studio clinico primo nell'uomo nel 2019 con il supporto della Bill & Melinda Gates Foundation.
Il laboratorio è finanziato da due sovvenzioni NIH per perseguire l'uso di anticorpi ingegnerizzati come parte di uno sforzo internazionale per eliminare il serbatoio latente virale e dalla Jack Ma Foundation per lavorare su progetti di coronavirus.

## Onorificenze
David Ho è stato insignito di numerosi riconoscimenti per le sue ricerche scientifiche. Ha ricevuto 12 lauree honoris in causa, comprese quelle insignitegli dalla Columbia University e dall'Università Tsinghua. Nel 2001 venne insignito della medaglia presidenziale per i cittadini dal presidente Bill Clinton.
Inoltre è stato anche professore onorario in diverse accademie per le scienze in Cina e nelle università di Hong Kong e Wuhan oltreché all'Università Fudan di Shanghai.
Nel 1996 la rivista statunitense Time lo ha nominato come persona dell'anno per i suoi contributi in campo scientifico. Venne inoltre nominato membro della American Academy of Arts and Sciences.

## Vita privata
David Ho è sposato con l'artista Susan Kuo, con la quale vive attualmente a New York insieme ai loro tre figli.